# Leonhard Baumhauer

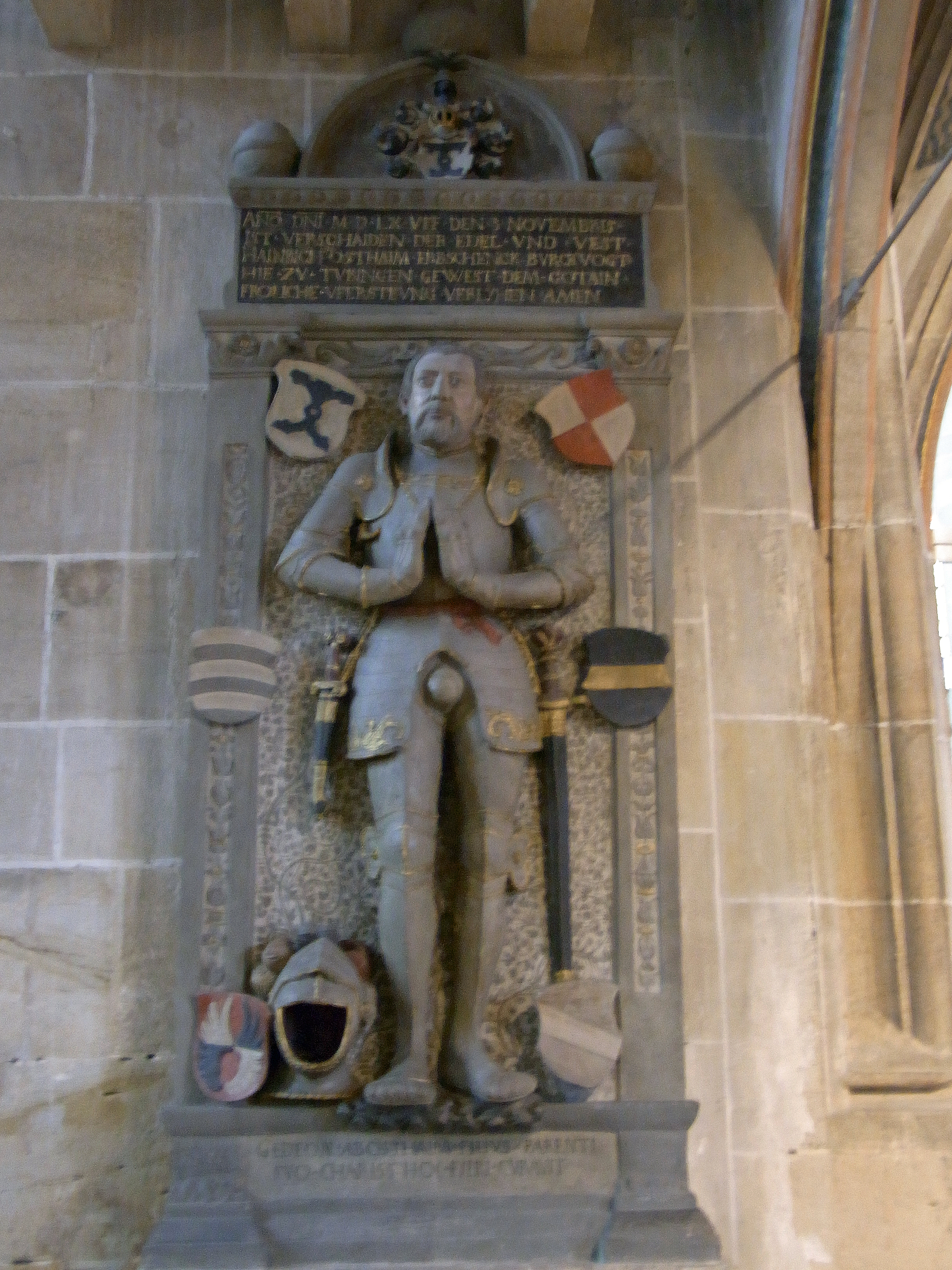
Figurengrabmal des Heinrich von Ostheim in der Tübinger Stiftskirche erstellt von Leonhard Baumhauer

Leonhard Baumhauer (* um 1535 in Schwäbisch Gmünd; † 1. März 1604 in Tübingen) war ein deutscher Bildhauer der Renaissance.
1559 trat der Sohn Wolf Baumhauers in die Tübinger Werkstatt seines ebenfalls aus Gmünd stammenden Stiefvaters Jakob Woller ein und setzt nach dessen Tod 1569 die Herstellung von Grabmalen und Epitaphien fort. Aus seiner Werkstatt stammen unter anderem bedeutende Renaissance-Grabmäler in der evangelischen Stadtkirche von Leonberg. Außer Grabmälern schuf Baumhauer auch Marktbrunnen, zum Beispiel in Reutlingen.
Die Nachfolge in der Werkstatt trat nach seinem Tod wohl sein Sohn Johann Friedrich Baumhauer an.